# Flirtige Knut
Flirtige Knut är en kuplett med text och musik av Lasse Berghagen.
Visan handlar om den eldige tangocharmören Knut vars hobby är att samla på bysthållare. Lasse Berghagen framförde visan för första gången i Kar de Mumma-revyn på Folkan i Stockholm 1973 och fick därmed sitt verkliga genombrott som revykomiker. Iklädd en illasittande kostym, röda strumpor och lackskor fick han publiken att gapskratta när han med sina långa ben nästan slog knut på sig själv i den vilda tangokoreografin.
Enligt Berghagen själv lär numret ha tillkommit i ren ilska efter en konflikt med regissören Hasse Ekman som på en repetition refuserat ett annat av Berghagens nummer.
Flirtige Knut var ett av Lasse Berghagens mest önskade nummer när han framträdde på olika estrader. Visan om behåtjuven Flirtige Knut låg på Svensktoppen i elva veckor under perioden 6 december 1975-21 februari 1976 med andraplats som högsta placering.